# کارلوس ادواردو کاسترو دا سیلوا
کارلوس ادواردو کاسترو دا سیلوا (به پرتغالی: Carlos Eduardo Castro da Silva) مهاجم اهل برزیل است که در شهر کویابا و در تاریخ ۲۳ آوریل ۱۹۸۲ به دنیا آمده‌است.
کارلوس ادواردو کاسترو دا سیلوا در تیم‌های فوتبال واسکو دوگاما سابقهٔ حضور دارد.